# To All The Guys Who Loved Me
To All The Guys Who Loved Me (en hangul 그놈이 그놈이다; RR: Geunomi Geunomida; lit. Ese chico es el chico) es una serie televisiva surcoreana de 2020 protagonizada por Hwang Jung-eum, Yoon Hyun-min, Seo Ji-hoon, Choi Myung-gil y Jo Woo-ri. Se emitió los lunes y martes a las 21:30 (hora local coreana) del 6 de julio al 1 de septiembre de 2020 por KBS2.

## Sinopsis
La líder de un equipo de planificación de webtoon, Seo Hyun-ju, alberga la visión hastiada de que todos los hombres son iguales y ha decidido permanecer soltera. Hwang Ji-woo es el director ejecutivo de Sunwoo Pharmaceutical Company. Tiene una personalidad fría y distante pero un excelente instinto para los negocios. Se interesa por Seo Hyun-ju y comienza a perseguirla. Park Do-gyeom es un popular escritor de webtoon. Es una persona sociable y educada. Él y Seo Hyun-ju crecieron como hermanos, pero ha estado enamorado de Seo Hyun-ju durante mucho tiempo.

## Reparto

### Principal
- Hwang Jung-eum como Seo Hyun-ju, dirigente de equipo de producción de webtoon.[6]
  - Joo Ye-rim como Seo Hyun-ju (niña).
  - Lee Chae-yoon como Seo Hyun-ju (joven).
- Yoon Hyun-min como Hwang Ji-woo, director ejecutivo de Sunwoo Pharmaceutical.[6]
  - Jung Ji-hoon como Hwang Ji-woo (niño).
  - Bae In-hyuk como Hwang Ji-Woo (joven).
- Seo Ji-hoon como Park Do-gyeom, autor estrella de webtoon, adoptado cuando era niño por la familia de Hyun-ju.[6]
  - Ha Yi-ahn como Park Do-gyeom (niño).
- Jo Woo-ri como Han Seo-yoon, hija de Kim Seon-hee.[9][10]
- Choi Myung-gil como Kim Seon-hee, presidenta de la Fundación Médica Sejong.[11]

### De apoyo

#### Personas cercanas a Seo Hyun-ju
- Hwang Young-hee como Jung Young-soon, madre de Hyun-ju, deseosa, al igual que su marido, de que se case la reticente hija.
- Seo Hyun-chul como Seo Ho-joon, padre de Hyun-ju, marido de Young-soon y también deseoso de casar a su hija.[10][12]
- Song Sang-eun como Kang Min-jung, amiga de Hyun-ju, casada y ama de casa, aunque luego empieza a trabajar en el equipo de esta.[10]
- Susanna Noh como Oh Young-eun, amiga de Hyun-ju, periodista, soltera aunque sueña con tener hijos, no necesariamente con un marido.[13]
- Kim Gyu-sun como Song Jin-ah, amiga de Hyun-ju, profesora de academia, divorciada, cree que el poliamor es una buena opción, y mantiene una relación con un chico mientras sigue viendo a su exmarido.[10]
- Song Jin-woo como Kim Kwan-jang, el exmarido de Jin-ah, dirige un gimnasio; sigue enamorado de ella pero tiene un competidor más joven.
- Kim Do-yeon como Oh Ji-hwan, antiguo compañero de estudios de Do-gyeom, ahora es novio (junto a Kwan-jang) de Jin-ah.

#### Personas cercanas a Hwang Ji-woo
- Lee Hwang-eui como Nam Yoo-cheol, secretario de Hwang Ji-woo.
- Kang Ji-eun como la madre de Hwang Ji-woo.

#### Equipo dewebtoonen Sunwoo
- Han Da-sol como Kim Da-eun, trabaja en Mytoon pero acompaña a Hyun-ju cuando crea el equipo webtoon en Sunwoo.
- Jo Hyun-sik como Kang Eun-jae, como Da-eun, acompaña a Hyun-ju cuando pasa a Sunwoo.
- Hwang Man-ik como Kim Pal-do.
- Baek Joo-hee como Jo Mi-ok.
- Yoo Jung-rae como Hong Bo-hee.[14]

#### Webtoonen Mytoon (Ep.1-3)
- In Gyo-jin como In Gyo-seok.[15][16]
- Lee Si-eon como Oh Si-eon, autor de webtoon.
- Lee Mal-nyeon como el autor Lee.
- Joo Ho-min como el autor Joo.

### Apariciones especiales
- Bae In-hyuk como Young Hwang Ji-woo.
- Son Sung-chan como Bae Jae-joon (ep.1).
- Ahn Se-bin como Oh Young-eun (niño) (ep.1).
- Seo Yoon-hyuk como compañero de clase de Seo Hyun-ju (ep.1).
- Yoon Sun-woo como el exnovio de Seo Hyun-ju (ep.1, 2).
- Johyun como Yu-na (ep. 2).
- Lee Jong-hyuk como la cita a ciegas de Seo Hyun-ju (ep.3).
- Kim Jae-hwa como Butler Kim (ep.6).
- Lee Sun-hee como propietaria de la casa de comidas italiana (ep.4).
- Shin Se-hwi como Yoo Gyo-geol, escritora de webtoon (ep.8, 10-11).[17]
- Woo Hyun-joo como la madre de Yoo Gyo-geol (ep.8, 10-11).
- Jwa Chae-won como compañero de estudios (ep. 11,14).
- Won Jong-rye como la madre de Hwang Ji-woo (sueño) (ep.15).

## Banda sonora original
| N.º | Título                            | Artista      | Duración |
| --- | --------------------------------- | ------------ | -------- |
| 1   | Count On Me                       | Eric Nam     | 03:15    |
| 2   | So Much Into You                  | Motte        | 03:23    |
| 3   | Still in Love                     | NOAH         | 03:43    |
| 4   | Here I Am                         | Choa         | 04:25    |
| 5   | Not Clumsy Anymore                | Standing Egg | 04:16    |
| 6   | Like The Winter That Loved Spring | Kim Na-young | 04:07    |

## Índices de audiencia
La serie obtuvo un bajo nivel de audiencia, como por lo demás sucedió con las otras once miniseries (no diarias ni de fin de semana) con cuyo período de emisión coincidió, ninguna de las cuales llegó a los dos dígitos en el índice. La gran oferta de contenidos y la falta de novedad en los temas y su tratamiento explican estos pobres resultados, que se manifiestan sobre todo en la comedia romántica.
| Ep.                                                                                   | Parte    | Fecha de emisión        | Índice de audiencia (AGB Nielsen) (nacional) |
| ------------------------------------------------------------------------------------- | -------- | ----------------------- | -------------------------------------------- |
| 1                                                                                     | 1        | 6 de julio de 2020      | 2,7 %                                        |
| 1                                                                                     | 2        | 6 de julio de 2020      | 3,9 %                                        |
| 2                                                                                     | 1        | 7 de julio de 2020      | 2,7 %                                        |
| 2                                                                                     | 2        | 7 de julio de 2020      | 4,4 %                                        |
| 3                                                                                     | 1        | 13 de julio de 2020     | 2,6 %                                        |
| 3                                                                                     | 2        | 13 de julio de 2020     | 3,8 %                                        |
| 4                                                                                     | 1        | 14 de julio de 2020     | 2,3 %                                        |
| 4                                                                                     | 2        | 14 de julio de 2020     | 3,3 %                                        |
| 5                                                                                     | 1        | 20 de julio de 2020     | 2,2 %                                        |
| 5                                                                                     | 2        | 20 de julio de 2020     | 3,4 %                                        |
| 6                                                                                     | 1        | 21 de julio de 2020     | 2,0 %                                        |
| 6                                                                                     | 2        | 21 de julio de 2020     | 3,3 %                                        |
| 7                                                                                     | 1        | 27 de julio de 2020     | 2,1 %                                        |
| 7                                                                                     | 2        | 27 de julio de 2020     | 3,1 %                                        |
| 8                                                                                     | 1        | 28 de julio de 2020     | -                                            |
| 8                                                                                     | 2        | 28 de julio de 2020     | 3,8 %                                        |
| 9                                                                                     | 1        | 3 de agosto de 2020     | 2,1 %                                        |
| 9                                                                                     | 2        | 3 de agosto de 2020     | 3,2 %                                        |
| 10                                                                                    | 1        | 4 de agosto de 2020     | 2,2 %                                        |
| 10                                                                                    | 2        | 4 de agosto de 2020     | 3,3 %                                        |
| 11                                                                                    | 1        | 10 de agosto de 2020    | 2,7 %                                        |
| 11                                                                                    | 2        | 10 de agosto de 2020    | 3,7 %                                        |
| 12                                                                                    | 1        | 11 de agosto de 2020    | 2,3 %                                        |
| 12                                                                                    | 2        | 11 de agosto de 2020    | 3,1 %                                        |
| 13                                                                                    | 1        | 17 de agosto de 2020    | 1,7 %                                        |
| 13                                                                                    | 2        | 17 de agosto de 2020    | 2,8 %                                        |
| 14                                                                                    | 1        | 18 de agosto de 2020    | 2,1 %                                        |
| 14                                                                                    | 2        | 18 de agosto de 2020    | 2,8 %                                        |
| 15                                                                                    | 1        | 31 de agosto de 2020    | 2,2 %                                        |
| 15                                                                                    | 2        | 31 de agosto de 2020    | 3,1 %                                        |
| 16                                                                                    | 1        | 1 de septiembre de 2020 | -                                            |
| 16                                                                                    | 2        | 1 de septiembre de 2020 | 3,1 %                                        |
| Promedio                                                                              | Promedio | Promedio                | ND                                           |
| En esta tabla, en azul se representan los índices más bajos, y en rojo los más altos. |          |                         |                                              |

## Premios y candidaturas
| Año  | Premio           | Categoría               | Candidato   | Resultado | Ref.   |
| ---- | ---------------- | ----------------------- | ----------- | --------- | ------ |
| 2020 | KBS Drama Awards | Premio actor revelación | Seo Ji-hoon | Ganador   | [ 20 ] |